# بوغ سان موريس
بوغ سان موريس هي بلدة تقع في إقليم سافوا ، أوفيرن-رون ألب، جنوب شرق فرنسا، يبلغ عدد سكانها حوالي 7،195 نسمة.